# 维尔霍·图洛斯
维尔霍·图洛斯（芬蘭語：Vilho Tuulos，1895年3月26日—1967年9月2日），芬兰男子田径运动员。他曾代表芬兰参加1920年、1924年和1928年夏季奥林匹克运动会田径比赛，获得一枚金牌和二枚铜牌。